# Cole Campbell
William Cole Campbell (Houston, 20 februari 2006) is een Amerikaans voetballer die bij voorkeur als aanvaller speelt. Hij speelt bij Borussia Dortmund.

## Clubcarrière
Campbell speelde op jonge leeftijd al in de eerste ploeg van het IJslandse Breiðablik en FH. In 2022 trok hij naar Borussia Dortmund waar hij in maart 2024 zijn eerste profcontract tekende. Op 26 oktober 2024 debuteerde hij in de Bundesliga tegen FC Augsburg.